# 모용평
상용왕 모용 평(慕容評, ? ~ ?)은 전연의 황족이자 관료·군인으로, 창려군 극성현(棘城縣) 사람이다. 모용선비의 대인 모용외의 아들이자 모용한(慕容翰)과 모용황(문명제)·모용인·모용소의 동생이다. 모용위(유제) 연간에 자신보다 훨씬 더 유능한 섭정이었던 모용각이 죽자 그의 후임으로 섭정이 되었다. 수많은 무훈을 세워 전연이 중원으로 진출하는 데 크게 기여하였으나, 섭정이 되고 나서부터는 나라를 부정부패가 만연하게 하여 멸망으로 내몰고 갔다. 모용위의 어머니 가족혼태후와 함께 전연이 쇠퇴하고 몰락하는 원인을 제공한 장본인으로 자주 손꼽힌다.

## 생애
336년 군사장군(軍師將軍)이 되었으며, 모용황(慕容皝)이 모용인(慕容仁)을 섬멸할 당시 창려(昌黎)에서 함께 공격하였다. 이후 그 공으로 전군사(前軍師)에 임명되었으며, 339년 전연에 침공해온 후조(後趙)의 석성(石成)과 요서(遼西)에서 싸워 승리하였다. 그 뒤 343년 모용준(慕容儁)을 따라 대나라(代) 정벌에 참여하였으며, 349년 모용준이 제위에 오르자 보필장군(輔弼將軍)을 제수받았다. 또한 같은 해 후조의 석호(石虎)가 사망해 혼란에 빠지자 후조를 공격해 가견(賈堅)을 생포하였고, 장무태수(章武太守)로 봉해졌다.
이후 모용각(慕容恪)이 염위(冉魏)의 염민(冉閔)을 붙잡는 데 성공하자, 352년 업(鄴)에 주둔하고 있던 염민의 아들인 염지(冉智)를 공격해 생포한 뒤 염위를 멸망시키는 데 공헌하였다.
그 뒤 354년 진남장군(鎭南將軍) 및 도독(都督)으로 승진하여 10개 주(州)의 제군사(諸軍事)를 총괄하게 되었으며, 낙수(洛水) 지역에 진수하였다. 이후 사도(司徒) 및 표기장군(驃騎將軍)으로 승진한 뒤 상용왕(上庸王)에 봉해졌으며, 장평(張平)을 토벌해 도주시켰다. 그 뒤 359년 동진(東晉)에서 제갈유(諸葛攸)를 파견해 북벌을 시도하자 부안(傅顔)과 함께 출격하여 동아(東阿)에서 승리를 거두었다.
이후 360년 모용준이 사망한 뒤 모용위(慕容暐)가 제위에 오르자 태부(太傅)가 되었으며, 364년 군을 지휘하여 허창(許昌) 및 여남(汝南)을 차지하는 데 기여하였다. 그 뒤 태사(太師)를 맡아 국정을 주도하던 모용각이 병으로 사망하자 전연의 실권을 장악하게 되었으나, 뇌물을 받고 국정을 농단하는 등 부패한 정치를 하면서 전연의 국력 쇠퇴를 초래하였다. 결국 이 시기를 틈타 동진의 환온(桓溫)이 전연을 침공해오자 연이어 패전하였으며, 이후 모용수(慕容垂)가 군을 재정비한 뒤 동진의 군대를 물리치게 되었으나 그 세력을 두려워한 모용평이 모용수의 암살을 기도해 결국 모용수는 전연을 탈출하여 전진(前秦)으로 망명하게 되었다.
그 뒤 전진이 왕맹(王猛)을 앞세워 낙양(洛陽)을 함락시키고 370년 본격적으로 전연을 정벌할 계획을 세우자 모용평은 전연의 군대를 이끌고 대항하였으나 대패했으며, 오히려 진양(晋陽)과 상당(上党)을 빼앗기게 되었다. 그리고 그 해 부견(苻堅)이 직접 군을 이끌고 전연을 공격해오자 수도인 업이 함락되었으며, 모용위는 포박당한 채로 장안(長安)으로 호송되어 전연은 멸망하였다.
전연이 멸망하자 모용평은 고구려(高句麗)로 망명하였으나, 전진과의 관계를 유지하고자 했던 고국원왕(故國原王)은 모용평을 체포해 전진의 곽경(郭慶)에게 넘겨주었다. 이후 부견은 모용평을 급사(給事)로 임명하였으며, 이에 모용수가 모용평의 주살을 청원하였으나 이를 받아들이지 않고 대신 범양태수(范陽太守)로 임명해 조정에서 내쫓았다.